# آب‌سان‌زیان صورتی
آب‌سان‌زیان صورتی (نام علمی: Aglaophenia pluma) نام یک گونه از رده آب‌سان‌زیان است. این گونه جانوری در کلنی‌های با تعداد نسبتاً بالا زندگی می‌کنند طول بدن این جانوران تا ۳ سانتی‌متر رشد می کنند. کلنی‌های این گونه در سرتاسر جهان تا اعماق ۱۲۰ متری زیر آب یافت می‌شوند.